# Lethe (Daimon)
Lethe (altgriechisch Λήθη Lḗthē, Personifikation zu λήθη ‚das Vergessen‘) ist in der griechischen Mythologie die Daimona der Vergessenheit und nach Hesiods Theogonie eine Tochter der Eris. Ihre Gegenspielerin ist Mnemosyne, die Personifikation der Erinnerung.
In der Kunst wird Lethe manchmal als Frau dargestellt, die den Verstorbenen beim Eintritt in den Hades den Trank des Vergessens reicht. Eine ähnliche Funktion kommt dem Fluss Lethe zu, der nach ihr benannt ist. Oft wurde sie mit der gleichnamigen Flussgottheit gleichgesetzt.
Von ihr ist relativ wenig bekannt, außer dass sie zusammen mit Hesychia (Quies) und Aergia das Reich des Hypnos bewachen soll. Daher wird auch beschrieben, dass sich vor dessen Grotte eine schläfrig und träge machende Wirkung überträgt.